# Pharmacy
Pharmacy é o primeiro álbum de estúdio da dupla sueca de música eletrônica Galantis, lançado em 8 de junho de 2015. O álbum traz seis singles ("Runaway (U&I)", "You", "Peanut Butter Jelly", "Gold Dust", "In My Head" e "Louder, Harder, Better").

## Singles
O primeiro single "You" estava originalmente em seu EP autointitulado. Porém, não se pretendia tê-lo no álbum Pharmacy, fazendo de "Runaway (U&I)" o primeiro single oficial do álbum. Galantis lançou o single "Gold Dust" em 19 de fevereiro de 2015 como o segundo single oficial do álbum e alcançou o número um na parada popular do Hype Machine. "Peanut Butter Jelly" foi lançado posteriormente como o terceiro single oficial no pré-lançamento do álbum em 20 de abril de 2015. "In My Head" foi lançado como o quarto single oficial do álbum em 30 de outubro de 2015 e "Louder, Harder, Better" foi lançado como o quinto single oficial do álbum em 12 de fevereiro de 2016.

## Recepção crítica
John Cameron do We Got This Covered deu à Pharmacy 3,5/5 estrelas, afirmando: "Galantis pode ter definido nossas expectativas um pouco altas demais com seus lançamentos de 2014" (referenciando "Runaway (U & I)", 'You" e "Smile") , e acrescentou que embora os valores de produção do álbum fossem bons, "a maioria das músicas parece carecer de originalidade". Cameron também mencionou que as faixas de Pharmacy "não são mal feitas de forma alguma - é só que muito poucas das novas são muito memoráveis." Uma crítica mais positiva veio de Lucas Sachs do Your EDM, que deu ao álbum uma "respeitável 8,5/10" apontando as faixas "Louder, Harder, Better" e "Firebird" como suas "duas novas músicas deste álbum que se destacam por sua excelência na produção e composição." Ele escreveu que "Louder, Harder, Better" abrange tudo o que Galantis representa, e que "Firebird" era sua faixa favorita no álbum devido ao sentimento nostálgico nas letras e à reverberação adicional na palavra "pássaro".

## Tour
No dia 21 de maio de 2015, Galantis iniciou sua turnê de festivais de verão em apoio ao Pharmacy, que terminou em 6 de agosto de 2015. A turnê teve 22 datas no total. Houve apresentações em vários continentes, incluindo Europa e América do Norte.

## Faixas
| N.º            | Título                                   | Compositor(es)                                                                          | Produtor(es)                             | Duração |  |
| 1.             | "Forever Tonight"                        | Christian Karlsson Linus Eklow Jimmy Koitzsch Henrik Jonback Jennifer Decilveo          | Galantis Svidden                         | 3:37    |  |
| 2.             | "Gold Dust"                              | C. Karlsson Eklow Koitzsch Catherine Dennis Vincent Pontare                             | Galantis Svidden                         | 3:35    |  |
| 3.             | " In My Head"                            | C. Karlsson Eklow Koitzsch Jonback Decilveo                                             | Galantis Svidden                         | 3:40    |  |
| 4.             | "Runaway (U & I)"                        | C. Karlsson Eklow Koitzsch Anton Rudberg Julia Karlsson Dennis                          | Galantis Svidden                         | 3:47    |  |
| 5.             | "Dancin' to the Sound of a Broken Heart" | C. Karlsson Eklow Koitzsch Nicole "Coco" Morier Pontare                                 | Galantis Svidden                         | 3:38    |  |
| 6.             | "Louder, Harder, Better"                 | C. Karlsson Eklow Koitzsch Dennis                                                       | Galantis Svidden                         | 4:26    |  |
| 7.             | "Kill 'Em with the Love"                 | C. Karlsson Eklow Koitzsch Salem Al Fakir Pontare                                       | Galantis Svidden                         | 3:42    |  |
| 8.             | "Call If You Need Me"                    | C. Karlsson Eklow Koitzsch Elof Loelv Al Fakir Pontare                                  | Galantis Svidden                         | 4:01    |  |
| 9.             | "Peanut Butter Jelly"                    | C. Karlsson Eklow Koitzsch Jonback Martina Sorbara Philip Hurtt Anthony Bell            | Galantis Svidden The Young Professionals | 3:24    |  |
| 10.            | "Firebird"                               | C. Karlsson Eklow Koitzsch Jonback Sorbara                                              | Galantis Svidden                         | 4:08    |  |
| 11.            | "Don't Care"                             | C. Karlsson Eklow KoitzschIvo de Jong Marc Van Osterbaan Leon Jean-Marie Michael Jenner | Galantis Svidden East & Young            | 3:45    |  |
| 12.            | "You"                                    | C. Karlsson Eklow Pontare                                                               | Galantis Svidden Pontare                 | 3:41    |  |
| 13.            | "Water"                                  | C. Karlsson Eklow Koitzsch Andrew Jackson Timothy Gordine                               | Galantis Svidden                         | 3:40    |  |
| Duração total: | Duração total:                           | Duração total:                                                                          | Duração total:                           | 48:52   |  |

Notas
- A faixa 1 apresenta vocais de Jennifer Decilveo e Stephen Simmonds.
- As faixas 2, 7 e 12 apresentam vocais exclusivamente de Vincent Pontare.
- A faixa 3 apresenta Vincent Pontare e Jennifer Decilveo.
- A faixa 4 apresenta Cathy Dennis e Julia Karlsson.
- Faixa 5 com participação de Nicole "Coco" Morier e Vincent Pontare.
- Acompanhe 6 recursos de Cathy Dennis.
- A faixa 8 apresenta vocais de Blackbear e Vincent Pontare.
- A faixa 9 mostra a música "Kiss My Love Goodbye" de 1974, de Bettye Swann.
- A faixa 9 apresenta vocais de Christian Karlsson e Linus Eklöw (ambos membros do Galantis) e Martina Sorbara do Dragonette.
- A faixa 10 apresenta vocais de Dragonette e Cathy Dennis.
- A faixa 11 apresenta vocais de Leon Jean-Marie.
- A faixa 13 apresenta vocais de Andrew Jackson.